# Рикарда Хух
Рикарда Хух (на немски: Ricarda Huch) е немска поетеса, романистка и историчка, родена в Брауншвайг в семейството на едър търговец. В рода ѝ има много литератори и историци на културата.

## Живот
Рикарда Хух следва в Цюрих, понеже университетите в Германия все още не допускат жени. Изучава история, философия и филология и става една от първите жени, получили докторска титла. Намира си работа като секретарка в Цюрихската централна библиотека и после като учителка в девическа гимназия. Намеренията ѝ да основе в Бремен школа за подготовка на момичета за следване в университет, пропадат. След два неуспешни брака поетесата се преселва при дъщеря си в Берлин, а после живее в Хайделберг, Фрайбург и Йена.
Когато през 1933 г. в Германия на власт идва Хитлер, Рикарда Хух като протест срещу настъпващата „империя на пъкъла“ напуска Пруската академия на изкуствата и е подложена на силен политически натиск, но остава да живее в Германия. След края на Втората световна война – малко преди смъртта си – тя става почетен председател на Първия немски конгрес на писателите в Берлин (1947).

## Творчество
Ранната лирика на Рикарда Хух, публикувана под псевдонима Рихард Хуго в книгата „Стихотворения“ (1891), е изпълнена със страстни чувства и меланхолични настроения в стила на неоромантизма от края на XIX век. Според поетесата духовното обедняване на западния свят започва още през XVII век със загубването на чувството за човешка самоличност и Бог. Но постепенно тя се домогва до възгледа, че нравствената цел трябва да стои над естетическата форма, а научното познание – над индивидуалния емоционален порив. Нейното творчество става по-рационално и идейно по-задълбочено, подкрепено от убеждението, че вечните божествени закони стоят над преходния материализъм на епохата.
Поезията на Рикарда Хух е събрана в книгите „Стари и нови стихотворения“ (1920) и „Есенен огън“ (1944).

## Признание
За антологията си „Немски поети“ (1911) Пенчо Славейков превежда стихове от Рикарда Хух и казва, може би несправедливо, за нея: „Тя пише мъжки. И в нейните песни рядко се чува поетически интимен тон. Тя се мъчи здраво да чувства, логично да мисли.“
Поетесата е отличена с наградата „Гьоте“ на град Франкфурт на Майн (1931) и за цялостно творчество с литературната награда „Вилхелм Раабе“ на град Брауншвайг (1944).
Избрана е за почетен доктор на Йенския университет „Фридрих Шилер“ (1946).
В нейна чест град Дармщат учредява през 1978 г. литературната награда „Рикарда Хух“.